# Ermengarda de Hesbaye
Ermengarda de Hesbaye (o Irmengarda; circa 778-Angers, 3 de octubre de 818) fue reina consorte de los francos y emperatriz carolingia como esposa de Ludovico Pío, hijo de Carlomagno. Era una mujer franca, hija de Inghiramno, conde de Hesbaye y Hedwig de Baviera. 
En 794/5 Ermengarda se casó con Ludovico Pío, rey de Aquitania. Ludovico heredó el imperio en enero de 814. Él y Ermengarda fueron coronados en Reims por el pontífice Esteban IV en agosto del mismo año.
Ludovico y Ermengarda tuvieron tres hijos:
- Lotario, n. 795 en Altdorf, Baviera;[1]
- Pipino, n. 797;
- Adelaida, n. h. 799;
- Rotruda, n. 800;
- Hildegarda/Matilde, n. h. 802; esposa de Gerardo, conde de Auvernia, posible madre de Ranulfo I de Poitiers;
- Luis el Germánico, n. h. 805.

La emperatriz ejercía gran influencia en el ánimo de su esposo. A fin de asegurar el poder a sus propios hijos, persiguió a los otros individuos de la familia imperial. Por sus consejos, Drogón, Hugo y Tierry, hijos naturales de Carlomagno, fueron tonsurados y confinados en los claustros. Bernardo, rey de Italia y sobrino de Luis, confió en la caballerosidad de los guerreros francos enviados por la emperatriz y, víctima de esta confianza, se vio conducido a Aquisgrán y condenado a muerte (818), como autor de un proyecto de rebelión.
Ermengarda murió en Angers (Francia) el 3 de octubre de 818. Unos pocos años después de su muerte, su esposo volvió a casarse, con Judith de Baviera, quien le dio un hijo, Carlos el Calvo.